# El Karama Holding
Pour les articles homonymes, voir Al Karama.
El Karama Holding, anciennement Princesse El Materi Holding, est un groupe tunisien d'une vingtaine d'entreprises fondé en 2004 par l'homme d'affaires Mohamed Sakhr El Materi et basé dans la zone industrielle de Khereddine.
Organisé en sept grands pôles, soit le commerce automobile, l'immobilier, le tourisme de croisière, la finance, les médias, les télécommunications et l'agriculture, il multiplie la création et l'acquisition d'entreprises dans différents domaines d'activité.
Avec la révolution tunisienne et la fuite à l'étranger de son fondateur en janvier 2011, ses actions sont confisquées par l'État qui change son nom.
En 2012, l'État change la vocation de cette holding et la charge de céder toutes les sociétés confisquées pour son propre compte ou le compte de l'État. À cet effet, El Karama Holding acquiert en 2013, auprès de l'État, 22 sociétés ou groupes de sociétés  confisquées en vue de les céder et les remettre dans le secteur privé.
En 2018, El Karama est devenue le seul véhicule par lequel passe la cession de toute société confisquée.

## Secteurs

### Automobile
La société Ennakl, importateur de Volkswagen en Tunisie, représente la première acquisition du groupe pour 22 millions de dinars. Peu de temps après, le groupe entame sa modernisation à coups d'importants investissements et de campagnes de marketing agressives. Le concessionnaire devient, à partir de 2007, le deuxième plus grand importateur de véhicules de Volkswagen en Afrique. La société enchaîne par la suite avec la commercialisation de nouvelles marques, comme Audi, Porsche et Seat, se positionnant ainsi comme le plus grand fournisseur de véhicules commerciaux et de passagers sur le marché tunisien, avec un chiffre d'affaires de plus de 300 millions de dinars.
La société lance avec succès le 13 juillet 2010 une double cotation en bourse, tant à Tunis qu'à Casablanca, une innovation dans l'histoire des sociétés tunisiennes.
Avec le succès d'Ennakl, Princesse El Materi Holding annonce son intention d'importer la marque coréenne Kia Motors et ouvre City Cars en tant qu'importateur officiel et concessionnaire de la marque.
Après la saisie du groupe après la révolution, la participation de l'État (60 % du capital) dans la société Ennakl est revendue le 16 novembre 2012 au consortium Poulina-Parenin – Amen Bank pour 231 millions de dinars. La participation (66,70 % du capital) dans City Cars est quant à elle revendue le 18 décembre au consortium Bouchamaoui-Chabchoub pour 114 millions de dinars.

### Tourisme
La holding rejoint par la suite rejoint le secteur du tourisme de croisière avec Goulette Shipping  Cruise. La société ouvre à La Goulette un village touristique destinés aux passagers des bateaux de croisière. El Karama Holding possède également deux autres sociétés étroitement liées à cette activité : Goulette Shipping Services pour l'entretien de bateaux et Cruise Tours, une agence de voyages spécialisée dans les croisières.

### Médias
Dans le but de diversifier ses activités, Princesse El Materi Holding acquiert 70 % du capital de la Société tunisienne de presse, d'impression, d'édition, de diffusion et de publicité, plus connue sous le nom de Dar Assabah, l'un des plus importants groupes de presse de Tunisie. À propos de cette acquisition, El Materi déclare qu'« en ces temps où, dans le monde, les médias écrits sont poussés aux concentrations et à s'adosser à de grands groupes économiques pour survivre, je tiens à dire clairement que je suis là pour donner au groupe Assabah/Le Temps les moyens de l'ambition qui devrait être la sienne et d'assurer sa pérennité ». Il ajoute que son but est de contribuer « à la recherche de la vérité » et de « contribuer au climat démocratique en Tunisie » avec un groupe « plus solide capable de s'adapter aux progrès technologiques et de se diversifier, plus ouvert sur la jeunesse, plus axé sur les problématiques de notre époque, et plus accessible à l'ensemble du pays et à son voisinage ».
En septembre 2007, la holding lance la première station de radio privée tournée vers l'islam : Zitouna FM émet en continu et couvre tout le territoire tunisien. Le directeur adjoint de la station, Mohamed Machfar, indique que « la compréhension correcte et la discussion du Qur'an sont le sujet principal de Radio Zitouna ».

### Banque

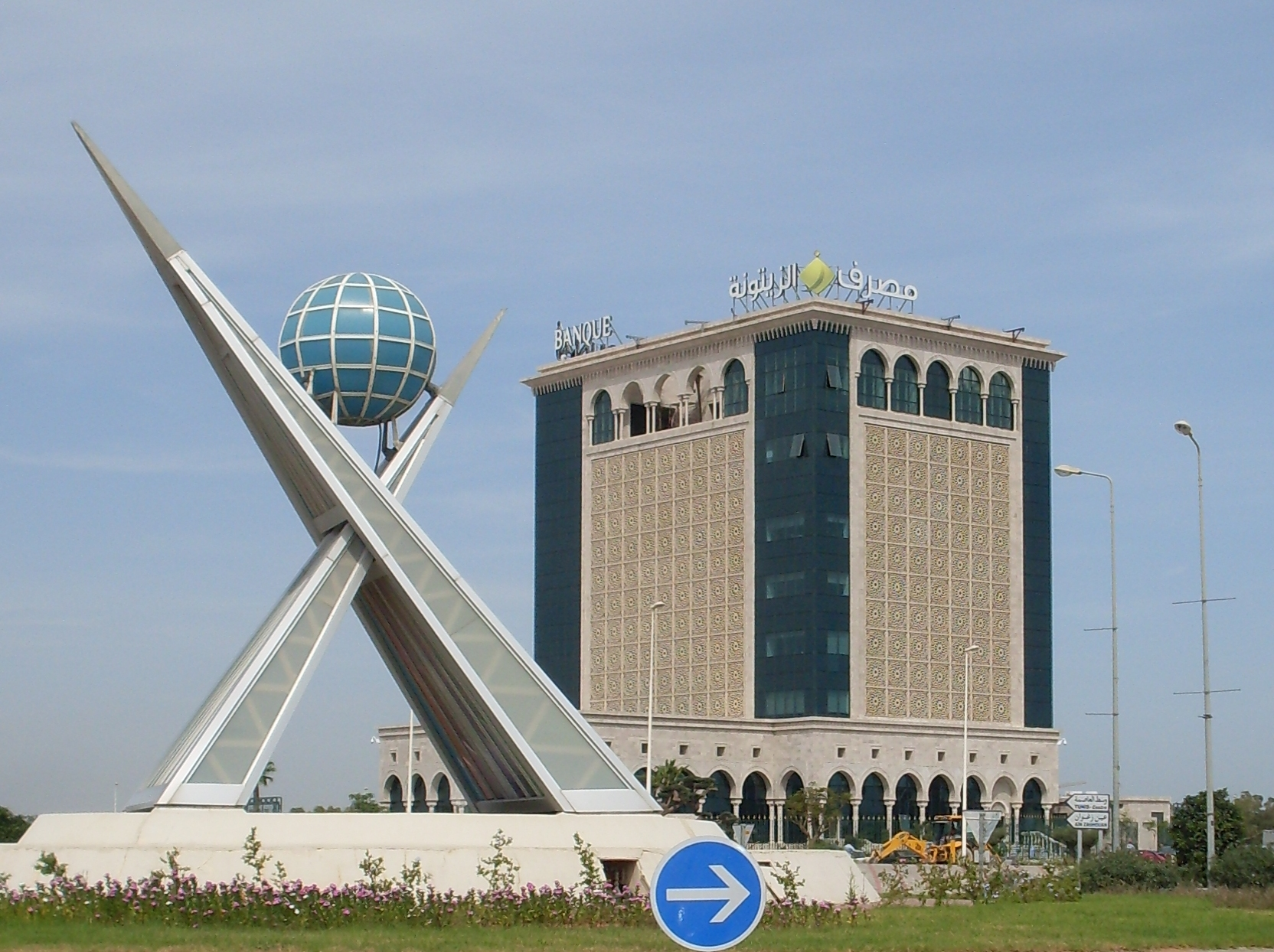
Siège de la Banque Zitouna.

En janvier 2009, Princesse El Materi Holding se lance dans une nouvelle activité. En effet, le groupe obtient l'approbation des autorités monétaires tunisiennes pour créer la Banque Zitouna, une banque commerciale tournée vers la finance islamique. Dotée d'un capital de trente millions de dinars, sa constitution est annoncée dans le Journal officiel de la République tunisienne le 10 septembre 2009. La banque est officiellement inaugurée le 28 mai 2010. Simultanément, le groupe a envisagé d'ouvrir une compagnie d'assurance portant le nom de Zitouna Takafoul.
Depuis le 19 janvier 2011, et à la suite de retraits massifs de la part de ses clients, la Banque Zitouna est placée par la Banque centrale de Tunisie (BCT) sous administration provisoire,.

### Télécommunications
Le 22 novembre 2010, le groupe déclare qu'il acquiert, avec Qatar Telecom, la moitié des parts d'Orascom Telecom Tunisie (Tunisiana) détenues par la holding égyptienne Orascom Telecom Holding pour un montant de 1,2 milliard de dollars.

### Agriculture
En mai 2017, El Karama Holding annonce la cessation des participations publiques directes et indirectes représentant 99,99 % du capital de SDA Zitouna I et 100 % du capital de STPEA Zitouna II, deux sociétés exploitant des fermes dans le gouvernorat de Zaghouan. 

### Éducation
En août 2017, El Karama Holding finalise la cession des participations publiques indirectes dans le capital de l'École internationale de Carthage.

## Accusations
À partir de l'automne 2010 et la publication des notes diplomatiques américaines par le site WikiLeaks, la holding est soupçonnée d'avoir bénéficié des pratiques de la « famille Ben Ali - Trabelsi », qualifiée selon les observateurs de « clan quasi-mafieux »,. Le groupe et son fondateur sont impliqués dans plusieurs affaires d'escroquerie et de détournement de fonds publics,,.
Avec la révolution tunisienne et la fuite à l'étranger de son fondateur en janvier 2011, ses actions sont confisquées par l'État qui change son nom ; Ahmed Abdelkefi est chargé d'assurer à titre bénévole la présidence du conseil d'administration alors que Mohamed Ali Chekir, Mohamed Bichiou, Abdelkader Zgolli puis Adel Grar deviennent directeurs généraux.